# Стажиці (Хощенський повіт)
Стажиці (пол. Starzyce) — село в Польщі, у гміні Бежвник Хощенського повіту Західнопоморського воєводства.
Населення — 90 осіб (2011).
У 1975-1998 роках село належало до Гожовського воєводства.

## Демографія
Демографічна структура станом на 31 березня 2011 року:
|          | Загалом | Допрацездатний вік | Працездатний вік | Постпрацездатний вік |
| -------- | ------- | ------------------ | ---------------- | -------------------- |
| Чоловіки | 42      | 6                  | 32               | 4                    |
| Жінки    | 48      | 4                  | 27               | 17                   |
| Разом    | 90      | 10                 | 59               | 21                   |